# Auffargis
Auffargis és un municipi francès, situat al departament de Yvelines i a la regió de Illa de França. L'any 2007 tenia 1.951 habitants.
Forma part del cantó de Rambouillet, del districte de Rambouillet i de la Comunitat d'aglomeració Rambouillet Territoires.

## Demografia

### Població
El 2007 la població de fet d'Auffargis era de 1.951 persones. Hi havia 702 famílies, de les quals 124 eren unipersonals (60 homes vivint sols i 64 dones vivint soles), 227 parelles sense fills, 299 parelles amb fills i 52 famílies monoparentals amb fills.
La població ha evolucionat segons el següent gràfic:
Habitants censats

### Habitatges
El 2007 hi havia 790 habitatges, 715 eren l'habitatge principal de la família, 42 eren segones residències i 33 estaven desocupats. 713 eren cases i 75 eren apartaments. Dels 715 habitatges principals, 611 estaven ocupats pels seus propietaris, 79 estaven llogats i ocupats pels llogaters i 25 estaven cedits a títol gratuït; 15 tenien una cambra, 23 en tenien dues, 67 en tenien tres, 97 en tenien quatre i 514 en tenien cinc o més. 601 habitatges disposaven pel capbaix d'una plaça de pàrquing. A 253 habitatges hi havia un automòbil i a 439 n'hi havia dos o més.

### Piràmide de població
La piràmide de població per edats i sexe el 2009 era:
| Homes | Edats   | Dones |
| ----- | ------- | ----- |
| 0     | 95 o +  | 0     |
| 0     | 90 a 94 | 0     |
| 8     | 85 a 89 | 8     |
| 4     | 80 a 84 | 8     |
| 16    | 75 a 79 | 16    |
| 8     | 70 a 74 | 16    |
| 40    | 65 a 69 | 32    |
| 76    | 60 a 64 | 72    |
| 80    | 55 a 59 | 68    |
| 84    | 50 a 54 | 104   |
| 108   | 45 a 49 | 92    |
| 64    | 40 a 44 | 80    |
| 60    | 35 a 39 | 60    |
| 40    | 30 a 34 | 32    |
| 44    | 25 a 29 | 36    |
| 64    | 20 a 24 | 76    |
| 73    | 15 a 19 | 40    |
| 84    | 10 a 14 | 72    |
| 68    | 5 a 9   | 40    |
| 44    | 0 a 4   | 28    |

## Economia
El 2007 la població en edat de treballar era de 1.283 persones, 928 eren actives i 355 eren inactives. De les 928 persones actives 894 estaven ocupades (467 homes i 427 dones) i 34 estaven aturades (19 homes i 15 dones). De les 355 persones inactives 111 estaven jubilades, 156 estaven estudiant i 88 estaven classificades com a «altres inactius».

### Ingressos
El 2009 a Auffargis hi havia 741 unitats fiscals que integraven 1.977,5 persones, la mediana anual d'ingressos fiscals per persona era de 31.417 €.

### Activitats econòmiques
Dels 88 establiments que hi havia el 2007, 1 era d'una empresa extractiva, 1 d'una empresa alimentària, 2 d'empreses de fabricació de material elèctric, 2 d'empreses de fabricació d'altres productes industrials, 14 d'empreses de construcció, 13 d'empreses de comerç i reparació d'automòbils, 7 d'empreses de transport, 2 d'empreses d'hostatgeria i restauració, 12 d'empreses d'informació i comunicació, 2 d'empreses financeres, 5 d'empreses immobiliàries, 18 d'empreses de serveis, 6 d'entitats de l'administració pública i 3 d'empreses classificades com a «altres activitats de serveis».
Dels 20 establiments de servei als particulars que hi havia el 2009, 1 era una oficina de correu, 2 tallers de reparació d'automòbils i de material agrícola, 6 paletes, 2 guixaires pintors, 3 lampisteries, 1 perruqueria, 1 restaurant i 4 agències immobiliàries.
Dels 2 establiments comercials que hi havia el 2009, 1 era una botiga de menys de 120 m² i 1 una botiga de roba.
L'any 2000 a Auffargis hi havia 9 explotacions agrícoles que ocupaven un total de 290 hectàrees.

## Equipaments sanitaris i escolars
L'únic equipament sanitari que hi havia el 2009 era una farmàcia.
El 2009 hi havia 1 escola maternal i 1 escola elemental.

## Poblacions més properes
El següent diagrama mostra les poblacions més properes.